# Вагнер, Мориц
Мо́риц Ва́гнер (нем. Móritz Fríedrich Wágner; 3 октября 1813, Байройт — 30 мая 1887, Мюнхен) — немецкий путешественник, биолог, географ и естествоиспытатель XIX века. Брат физиолога Рудольфа Вагнера.

## Биография
Родился 3 октября 1813 года. Образование получил в университетах Эрлангена и Мюнхена в 1833—1836 годах.
В 1836—1838 годах совершил путешествие по Алжиру. По возвращении из Алжира занимался преимущественно геологией.
Позже в течение трёх лет (1842—1845) объездил прибрежные страны Чёрного моря, Кавказ, Армению, Курдистан и Персию. Значительные естественно-исторические коллекции, которые он привёз оттуда, находятся в музеях Вены, Мюнхена и Парижа.
В 1852—1855 годах Вагнер вместе с Карлом Шерцером объехал большую часть Америки. Исследователями были совместно изданы «Путешествие в Северную Америку» и «Республика Коста-Рика».
В 1857 и 1858 годах Вагнер изучал горную часть Панамы — провинцию Чирики, а в 1859—1860 годах — восточную область Анд в Эквадоре. Коллекции он отдал в мюнхенские музеи.
После этого Вагнер был назначен почётным профессором географии и этнографии в Мюнхенском университете и в 1862 году избран в члены Баварской академии наук.
В 1870 году издал большую работу под названием «Путешествие натуралиста в тропическую Америку».
После того Вагнер почти исключительно занимался вопросами, связанными с теорией Дарвина; на её основе разработал «миграционную теорию эволюции». Согласно этой теории, видообразование с помощью естественного отбора становится возможным только с помощью изоляции путём миграции хотя бы небольшой группы изменившихся особей, что устраняет возможность поглощающих скрещиваний.
Покончил жизнь самоубийством.

## Основные труды
- Wagner M. Reisen in der Regentschaft Algier in den Jahren 1836, 1837 und 1838. 3 Bde. Leipzig, 1841[5] (нем.)
- Wagner M. Der Kaukasus und das Land der Kosaken. 2 Bde. Leipzig, 1847 (нем.)
- Wagner M. Reise nach Kolchis. Leipzig, 1850 (нем.)
- Wagner M. Reise nach dem Ararat und dem Hochlande Armeniens. Stuttgart, 1848 (нем.)
- Wagner M. Reise nach Persien und dem Lande der Kurden. 2 Bde. Leipzig, 1851 (нем.)
- Wagner M., Scherzer K. Reisen in Nordamerika in den Jahren 1852 und 1853. 3 Bde. Leipzig, 1854
- Wagner M., Scherzer K. Die Republik Costa-Rica. Leipzig, 1856 (нем.)
- Wagner M. Die Darwinsche Theorie und das Migrationsgesetz der Organismen. — Leipzig: Duncker Humbolt, 1868 (нем.)
- Wagner M. Naturwissenschaftliche Reisen im tropischen Amerika. Stuttgart, 1870 (нем.)
- Wagner M. Über den Einfluß der geographischen Isolierung und Kolonienbildung auf die morphologischen Veränderungen der Organismen // Sonderberich. Bayer. Akad. Wissensch. München, 1871. Bd 11. S. 154—174 (нем.)
- Wagner M. Die Entstehung der Arten durch räumliche Sonderung. Gesammelte Aufsätze. — Basel: B. Schwabe, 1889 (нем.)